# 가브리엘 스톤

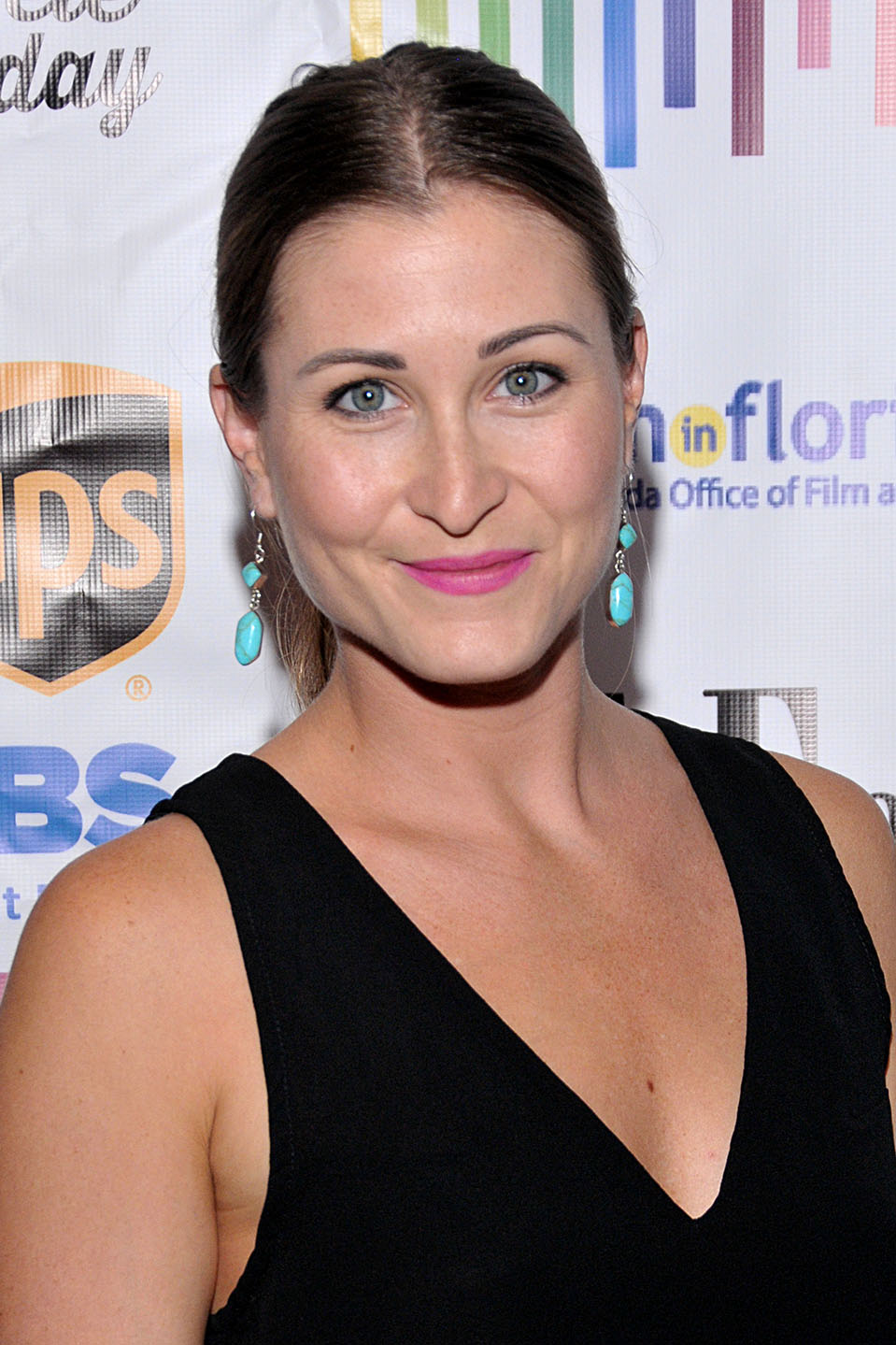

가브리엘 스톤(Gabrielle Stone, 1988년 11월 20일 ~ )은 미국의 배우, 텔레비전 배우, 영화배우이다.
로스앤젤레스에서 태어났다.

## 영화
- 스토커: 할로윈 데이 (2017년) - 제나 역
- 더 퍼즈 (2017년)
- 좀비 킬러스: 엘리펀츠 그레이브야드 (2015년)
- 데드 콰이어트 (2014년) - 마리 역
- 컷! (2014년) - 가비 역
- 언핼로드 (2013년) - 칼라 제섭 역
- 언 올드 맨스 골드 (2012년) - 샬린 역